# Szerencsesütemény
A szerencsesüti egy ropogós, cukros sütemény, amely általában lisztből, cukorból, vaníliából és szezámmagolajból készül, és belsejében egy papírdarabka, egy "szerencse", általában egy aforizma vagy egy homályos jóslat található. A belsejében lévő üzenet tartalmazhat egy kínai kifejezést fordítással és/vagy egy listát a szerencseszámokról, amelyeket egyesek lottószámként használnak. A szerencsesütiket gyakran szolgálják fel desszertként kínai éttermekben az Egyesült Államokban, Kanadában és más országokban, de nem kínai eredetűek. A szerencsesütik pontos eredete nem tisztázott, bár különböző kaliforniai bevándorló csoportok állítják, hogy a 20. század elején népszerűsítették őket. Valószínűleg a 19. század végén vagy a 20. század elején az Egyesült Államokba érkező japán bevándorlók által készített sütikből származnak. A japán változaton nem szerepeltek a kínai szerencseszámok, és teával fogyasztották.

## Története

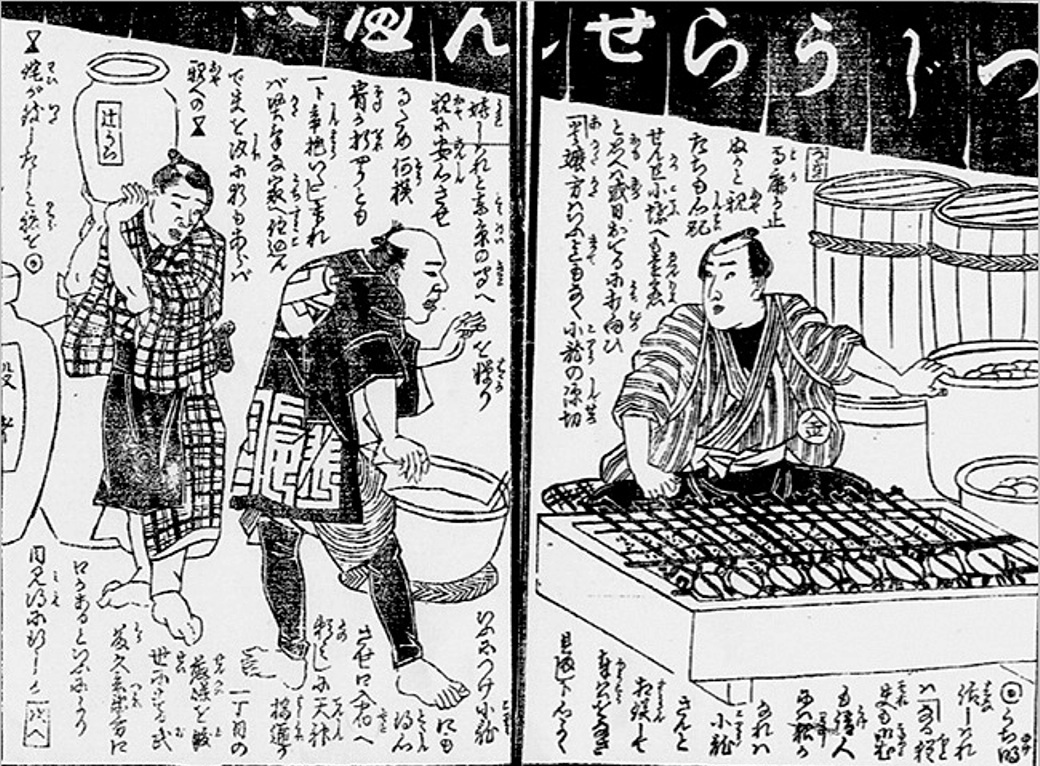
Baking Japanese fortune cookies, Tsujiura Senbei in the Edo period (1603–1868). from a book written in 1878

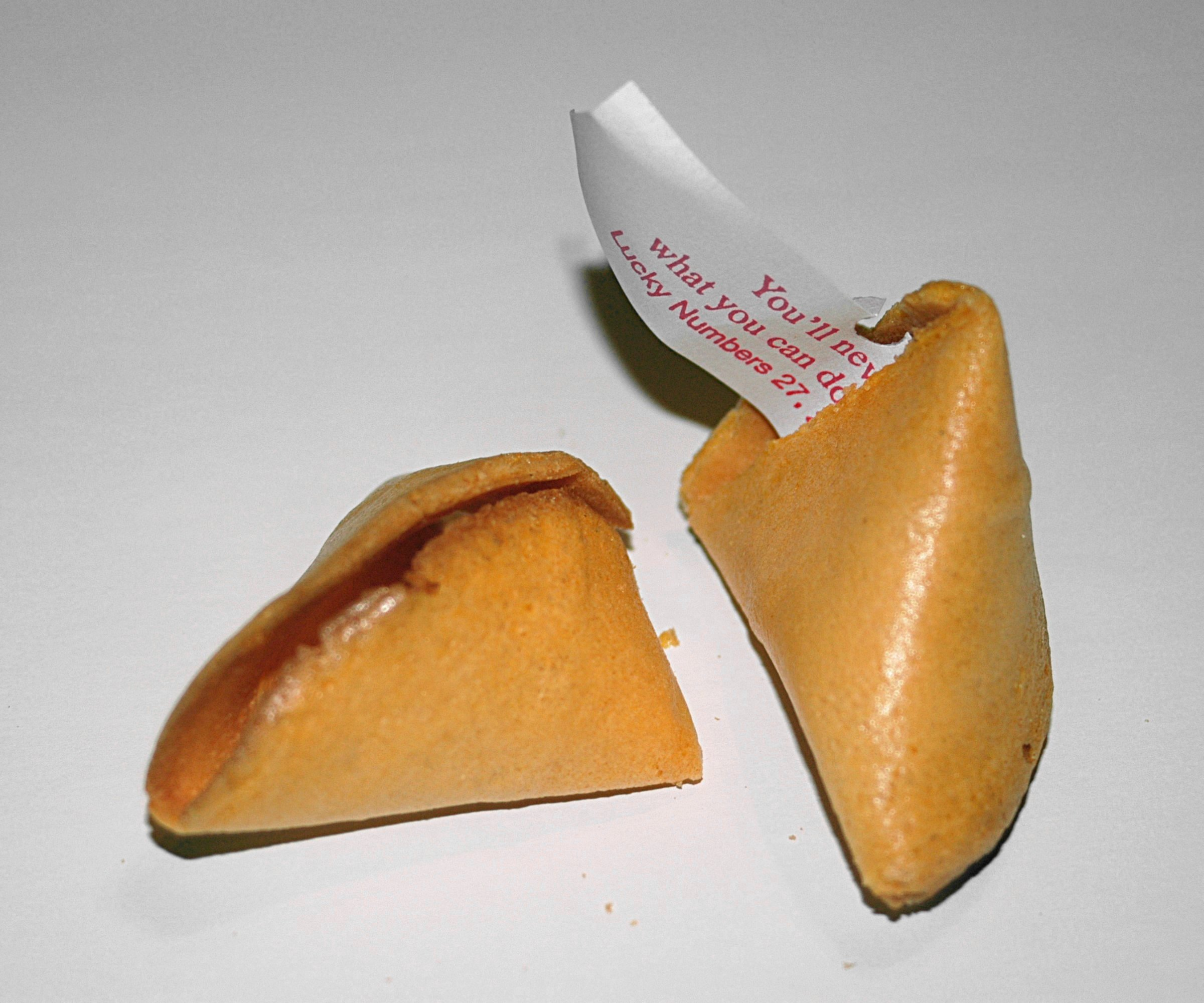
Szétnyitott szerencsesütemény

A japán Kiotóban már a 19. században készítettek egy, a modern szerencsesütihez nagyon hasonló kinézetű süteményt, továbbá létezik a japán templomban a véletlenszerű szerencsejátékok hagyománya, az omikuji. A sütemény japán változata több szempontból is különbözik: kicsit nagyobb, sötétebb tésztából készül, és a tésztája vanília és vaj helyett szezámmagot és miszot tartalmaz. Tartalmazzák a szerencsét; ezt a kis papírlapot azonban nem az üreges részbe, hanem a süti hajlatába ékelték. Ezt a fajta süteményt tsujiura senbei (辻占煎餅) néven emlegetik, és Japán egyes régióiban, különösen az Ishikawa tartománybeli Kanazavában még mindig árulják. A kiotói Fushimi Inari-nagyszentély környékén is árulják.
Makoto Hagiwara, a San Franciscó-i Golden Gate Park japán teakertjének vezetője állítólag az első volt az Egyesült Államokban, aki a süti modern változatát felszolgálta, amikor az 1890-es években vagy az 1900-as évek elején a teakertben ezt tette. A szerencsesütiket egy San Francisco-i pékség, a Benkyodo készítette.
David Jung, a Los Angeles-i Hong Kong Noodle Company alapítója azt állítja, hogy ő találta fel a sütit 1918-ban. 
A San Franciscó-i Történelmi Felülvizsgálati Bíróság 1983-ban megpróbálta rendezni a vitát. Az eljárás során egy szerencsesütit mutattak be bizonyítékként, amelyen a következő üzenet állt: "S.F. Judge who rules for L.A. Not Very Smart Cookie". A Történelmi Felülvizsgálati Bíróság egyik szövetségi bírája, aki maga is San Franciscóból származott, megállapította, hogy a süti Hagiwarától származik, és a bíróság San Francisco javára döntött. Ezt követően Los Angeles városa elítélte a döntést.
Seiichi Kito, a Los Angeles-i Fugetsu-do alapítója szintén azt állítja, hogy ő találta fel a sütit. Kito azt állítja, hogy Japánban a templomokban és szentélyekben árusított Omikuji (szerencsecédula) alapján jutott eszébe, hogy üzenetet tegyen a sütibe. Története szerint a sütiket kínai éttermeknek adta el, ahol Los Angeles és San Francisco környékén is nagy lelkesedéssel fogadták, majd elterjedtek.
A második világháború környékéig a szerencsesütiket "szerencsés teasütemények" néven ismerték - valószínűleg a japán teasüteményekből való eredetükre utalva.
A szerencsesüti a japán-amerikaiak által dominált édességből valamikor a II. világháború körül vált a kínai-amerikaiak által dominált édességgé. Az egyik elmélet szerint ez a második világháború alatti japán-amerikaiak internálása miatt következett be, amelynek során több mint 100 000 japán-amerikai került internálótáborokba, köztük olyanok is, akik szerencsesütiket gyártottak. Ez lehetőséget adott a kínai gyártóknak.

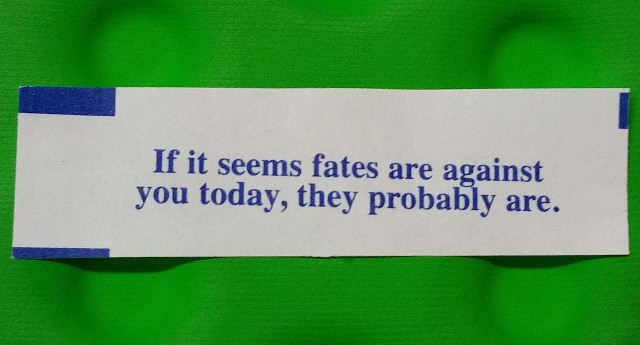
Szokatlan negatív aforizma egy szerencsesütiben
('Ha úgy tűnik, hogy a sors ma ellened van, akkor valószínűleg így is van.'

A 20. század eleje előtt a szerencsesütiket mind kézzel készítették. A szerencsesüti-ipar drámaian megváltozott, miután a kaliforniai Oaklandből származó Shuck Yee feltalálta a szerencsesüti-gépet. A gép lehetővé tette a szerencsesütik tömeggyártását, ami aztán lehetővé tette, hogy a sütik ára csökkenjen, és a legtöbb kínai étteremben elfogyasztott étkezés után sok amerikai számára újdonsággá és udvariassági desszerté váljon.

## Gyártása

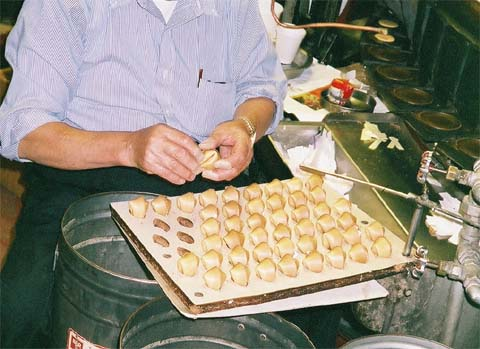
A forró süteményt a papir köré hajtják a Golden Gate szerencsesütemény gyárban

Évente körülbelül 3 milliárd szerencsesüti készül világszerte, ezek túlnyomó többsége az Egyesült Államokban kerül fogyasztásra. 
A gyártási folyamatok üzemenként eltérőek, de általában ugyanazt az eljárást követik. Az összetevőket (jellemző alapanyagok: liszt, cukor, vanília és szezámmagolaj) egy nagy tartályban összekeverik, és gyorsan mozgó tálcákra spriccelik. Ezek futószalagként működnek, és a tészta megfőzéséhez felmelegítik őket. A süteményeket kerek forró lemezekkel tömörítik, hogy formázzák és megsüssék őket. A sütik körülbelül egy percig sülnek, majd újra formázzák őket. Lehet gépi úton formázni vagy kézzel hajtogatni őket. Automatikusan, egy gép hajtogatja a sütit a megfelelő irányba, a szerencsével a belsejében. A kihűlt és megszilárdult sütiket műanyag csomagolópapírba zárják, majd ellenőrzik, mielőtt tálalásra küldik.

## Marketing
A benne lévő üzenet tartalmazhat egy listát a szerencseszámokról, amelyeket egyesek lottószámokként használnak; mivel viszonylag kevés különálló üzenetet nyomtatnak, abban a feljegyzett esetben, amikor történetesen nyertes számokat nyomtattak, a lottón váratlanul sok nyertes osztozott a nyereményen. A hatóságok 2005-ben rövid ideig nyomoztak a Wonton Food ellen, miután 110 Powerball lottójátékos mintegy 19 millió dollárt nyert, miután a szerencsejátékok hátoldalán található "szerencseszámokat" használták.
 Authorities briefly investigated Wonton Food in 2005, after 110 Powerball lottery players won about $19 million after using the "lucky numbers" on the back of fortunes.
A szerencsesütiket néha különleges marketingakciókhoz használják. A Kung Fu Panda 3. című filmet például úgy reklámozták, hogy a film főszereplőjének idézeteit helyezték el a szerencsesüti cédulákon.

A jelentések szerint 1989-ben szerencsesütiket importáltak Hongkongba, és "valódi amerikai szerencsesütiként" árulták őket. A Wonton Food 1992-ben megpróbálta kiterjeszteni szerencsesüti üzletágát Kínára, de feladta, miután a szerencsesütiket "túlságosan amerikaiaknak" tartották. 

## A világ körül
A szerencsesüti, bár nagyrészt amerikai termék, kínai éttermekben szolgálják fel többek között Brazíliában, Kanadában, Franciaországban, Indiában, Olaszországban, Mexikóban, Franciaországban, az Egyesült Királyságban illetve más országokban is. 
A szerencsesütinek többkultúrájú változatai is léteznek. Például a szerencsesüti mexikói változata, az úgynevezett "Lucky Taco" egy piros, taco alakú süti, benne egy szerencsével. Ugyanaz a cég, amelyik a Lucky Taco-t készíti, az olasz cannolo ihlette "Lucky Cannoli"-t is gyárt. 